# Bohumír Machát
Bohumír Machát (27. října 1947 Kroměříž – 17. února 2021 Praha) byl československý reprezentant vodního slalomu na divoké vodě v kategorii C2.

## Život

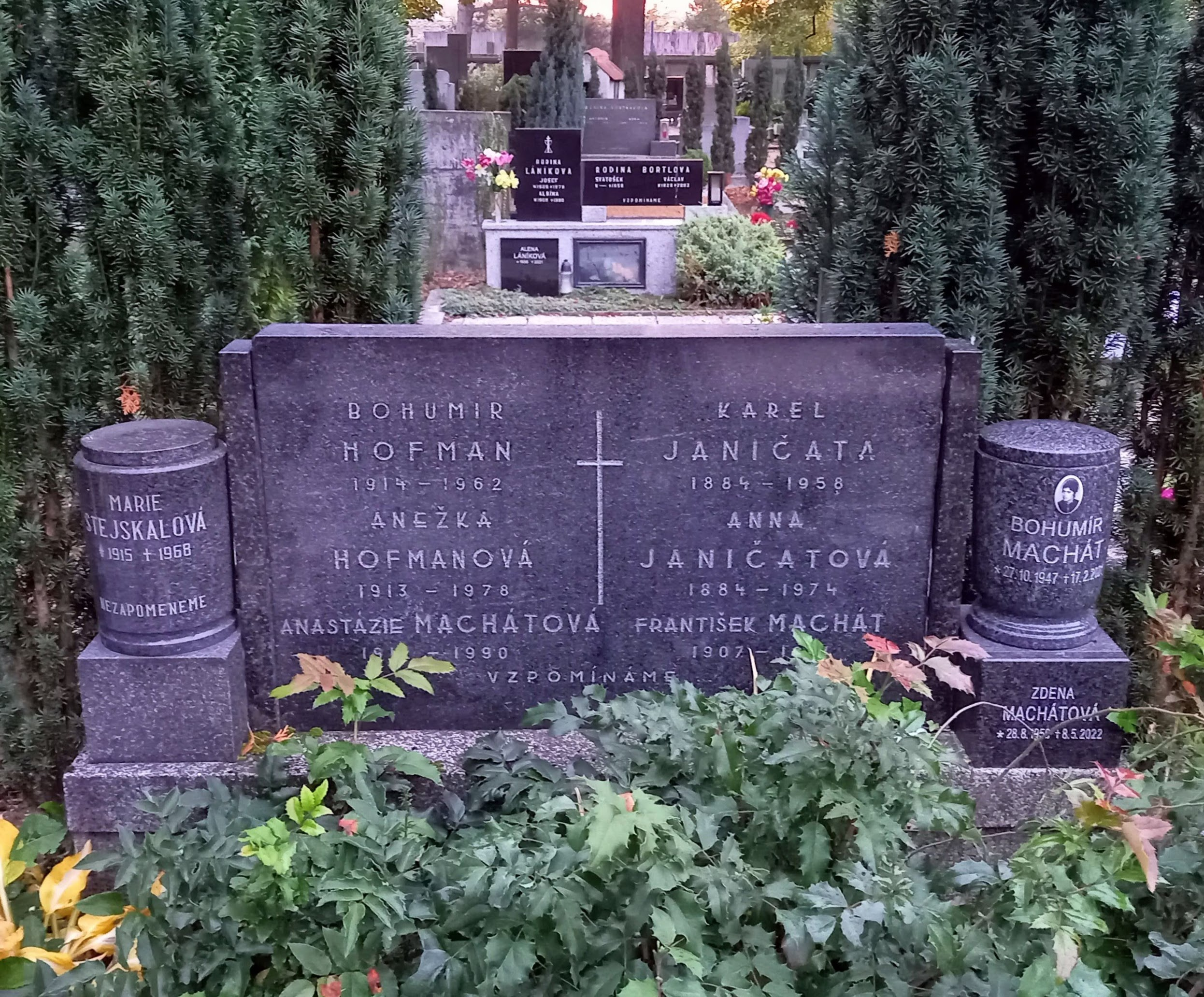
Hrob na kroměřížském hřbitově

Narodil se v Kroměříži, kde po absolvování základní školy maturoval na Střední ekonomické škole v Kroměříži v roce 1968.
Sportovní kariéru začal v kanoistickém oddílu místního klub Slavia Kroměříž. Později se stal členem sportovního armádního klubu vodního slalomu Dukla Bechyně a Dukla Brandýs nad Labem.
Jeho největším úspěchem byl zisk stříbrné medaile C2 hlídek na mistrovství světa v Muoathalu ve Švýcarsku v roce 1973. Zemřel v roce 2021 a byl pohřben v rodinné hrobce na kroměřížském hřbitově.